# Néapolis (Tunisie)
Pour les articles homonymes, voir Néapolis.
Néapolis (arabe : نيابوليس) est un site archéologique tunisien situé sur la côte, à deux kilomètres au sud-ouest du centre de la ville de Nabeul.

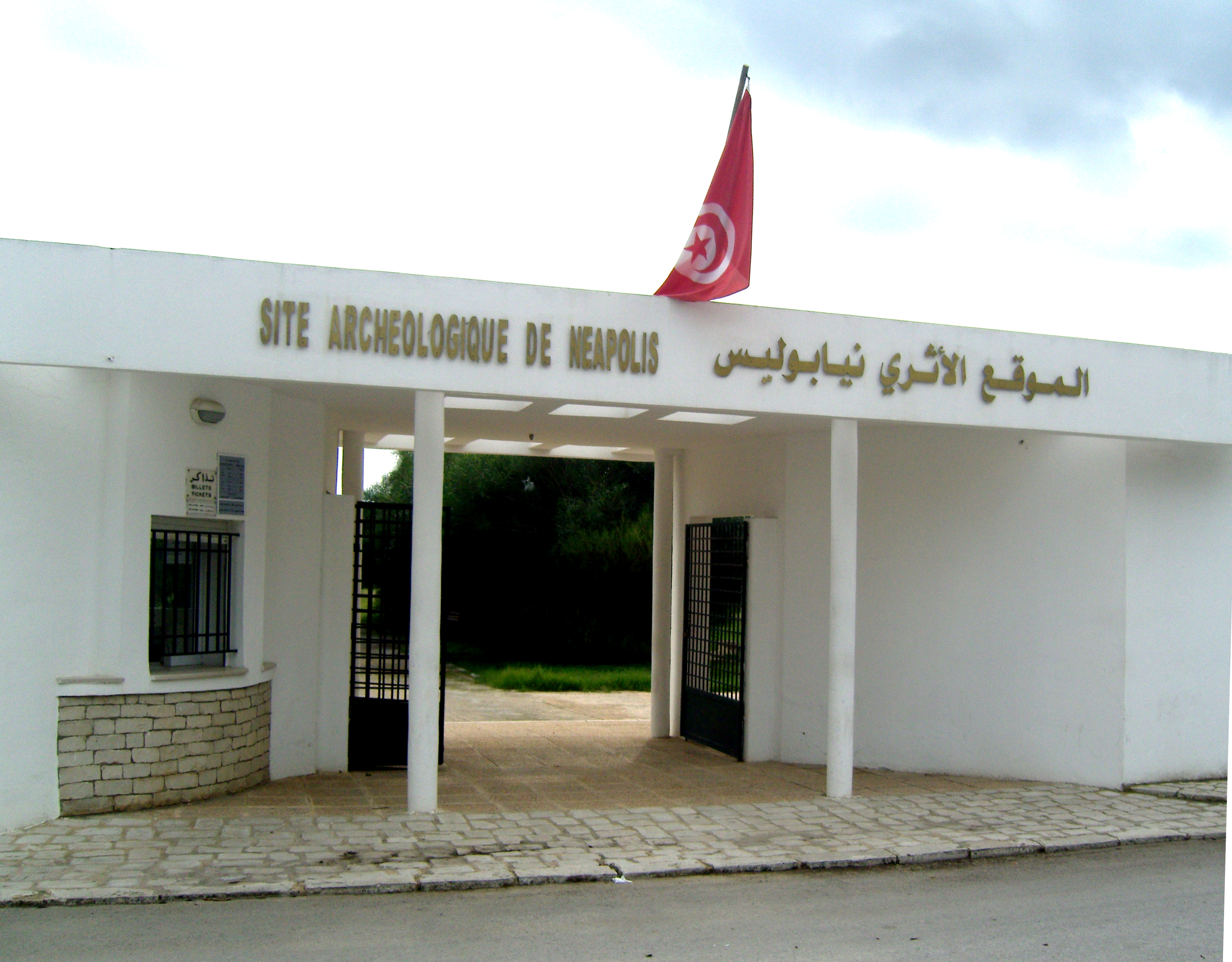
Entrée du site de Néapolis

Néapolis est considérée comme l'une des rares villes du Maghreb à porter un nom grec ; elle est d'ailleurs citée dès le Ve siècle av. J.-C. dans les textes de Thucydide. Elle est aussi la ville la plus anciennement citée après Carthage et les mêmes textes confirment son importance durant la période punique, avant sa destruction par Lucius Calpurnius Piso en 148 av. J.-C..
La cité est élevée au grade de colonie sous César ou Auguste. Jusqu'au Ve siècle, certaines inscriptions témoignent encore de sa prospérité économique. Les dernières données sur la cité sont relatives à l'attestation des évêques jusqu'en 646. Cette prospérité économique reposait principalement sur la production d'un condiment très apprécié des Romains et élaboré à partir de poisson, le garum. La ville a particulièrement souffert des conséquences d'un important séisme ayant provoqué un raz-de-marée qui a submergé en juillet 365 toute une partie de la ville dont les vestiges (environ vingt hectares) ont été découverts en 2017 par une mission archéologique italo-tunisienne.
Ce n'est qu'au XIIe siècle qu'Al Idrissi mentionne l'existence d'une « ancienne Nabeul » réduite à l'état de ruines à quelques kilomètres de la nouvelle cité.

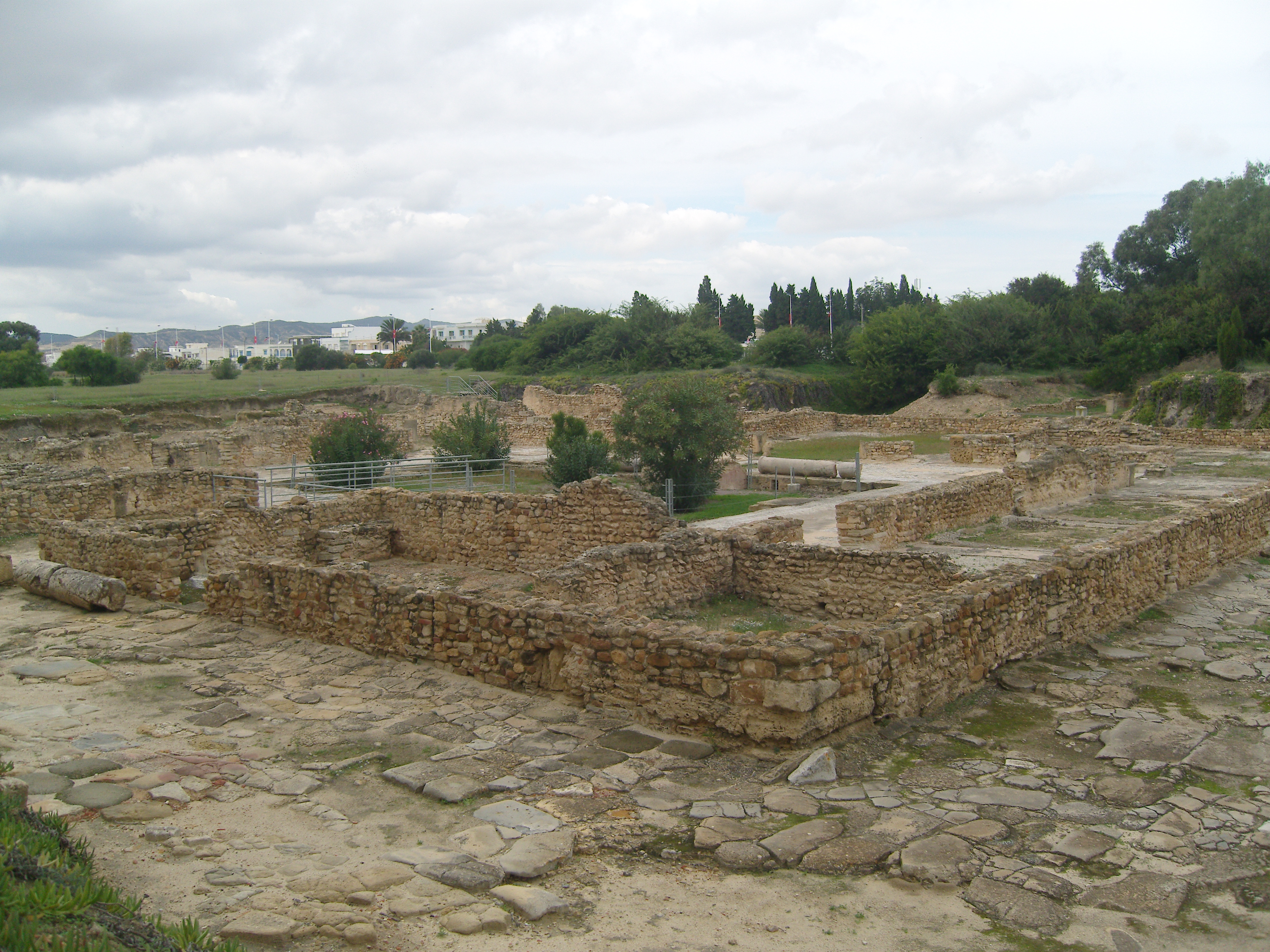
Vue sur la maison des Nymphes

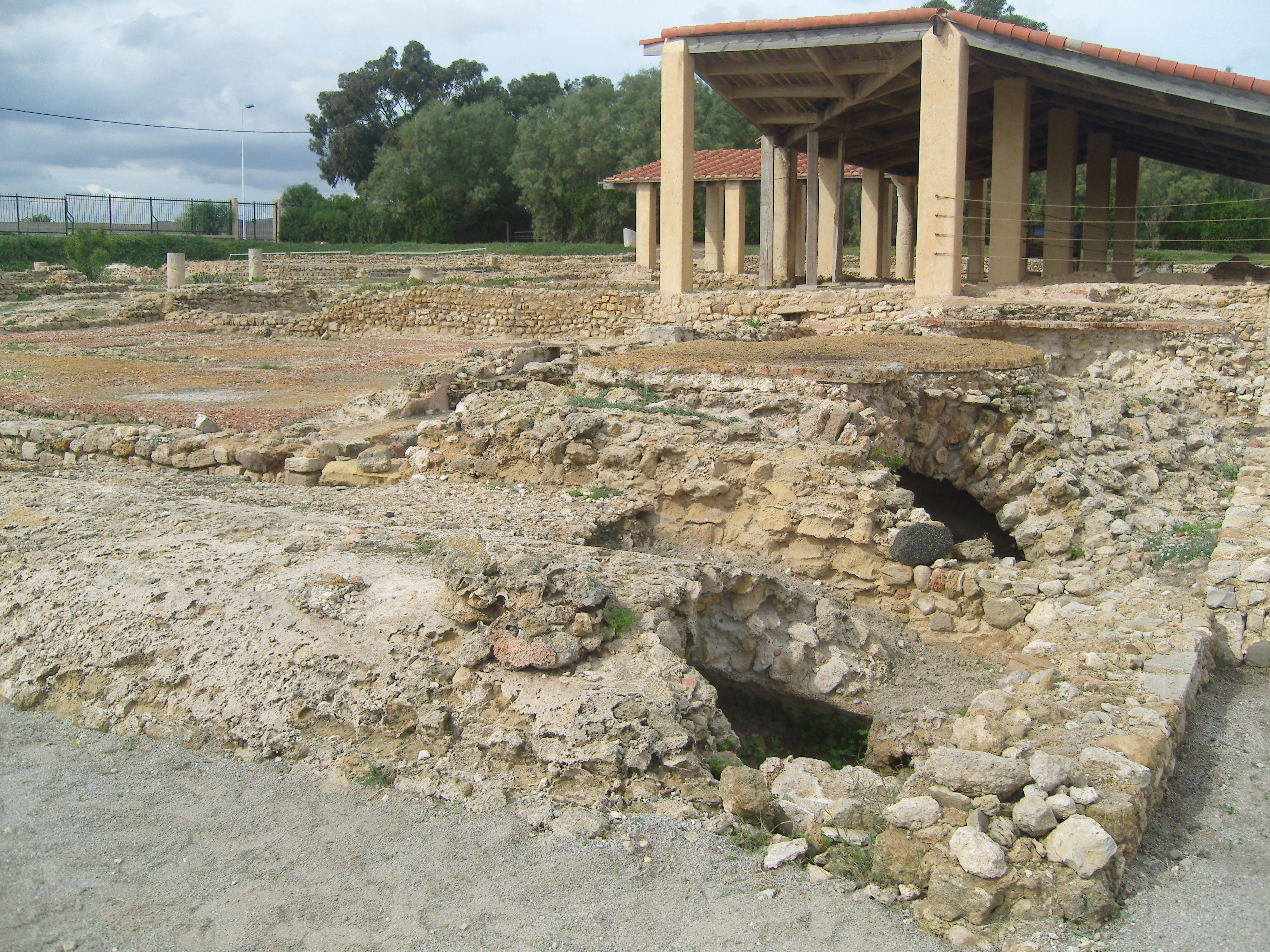
Vue sur les usines de salaison

Lors de son voyage dans la régence de Tunis, Victor Guérin relève plusieurs inscriptions sur des piédestaux dont Col(oniae) Iul(iae) Neap(olis). Les premières fouilles réalisées en 1965 permettent de dégager un ensemble industriel de l'époque romaine pour la fabrication du garum, ainsi qu'un quartier d'habitation avec des maisons pavées de superbes mosaïques dont certaines sont conservées sur place et d'autres exposées au musée de Nabeul. Un programme de mise en valeur du site est entrepris de 1996 à 2002 par l'Institut national du patrimoine et l'Agence de mise en valeur du patrimoine et de promotion culturelle : il consiste à restituer le tracé des murs, la couverture des portiques des galeries des bassins de salaison, la réfection du dallage du decumanus ainsi que l'ouverture d'une nouvelle salle au musée de Nabeul consacrée au site.